# Mamius Nepos
Mamius Nepos (sein Praenomen ist nicht bekannt) war ein im 2. oder 3. Jahrhundert n. Chr. lebender Angehöriger des römischen Ritterstandes (Eques).
Durch eine Weihinschrift, die beim Kastell Gabrosentum gefunden wurde und die auf 122/300 datiert wird, ist belegt, dass Nepos Präfekt der Cohors II Thracum equitata war, die in der Provinz Britannia stationiert war.